# إدوارد جاي بيكر
إدوارد جاي بيكر (بالإنجليزية: Edward J. Baker)‏ هو فاعل خير أمريكي، ولد في 30 سبتمبر 1868 في سانت تشارلز في الولايات المتحدة، وتوفي في 17 يناير 1959.